# Ampersand Records
Ampersand Records var ett Umeåbaserat skivbolag som gav ut skivor åren 1994-2000. Bolaget var mestadels inriktat på punkmusik och gav ut musik med band som Randy, Him Kerosene, Adhesive m.fl. Bolaget grundades av José Saxlund (Abhinanda) och Dennis Lyxzén.

## Artister
- Adhesive
- Cobolt
- The Fitzgeralds
- Him Kerosene
- Lapdog
- Monster
- Randy
- Scared
- Starmarket
- Stoned

## Utgivning
| Artist            | Skiva                           | Format        | År    |
| ----------------- | ------------------------------- | ------------- | ----- |
| Stoned            | Partysongs                      | EP            | 1994  |
| Lapdog            | Knight for a Day                | EP            | 1995  |
| Him Kerosene      | Recorder                        | studioalbum   | 1995  |
| Blandade artister | Salmons of Hort                 | samlingsalbum | 1995  |
| Stoned            | Fantasy Trip                    | EP            | 1995  |
| Stoned            | Music for the Morons            | studioalbum   | 1995  |
| Stoned            | Pizza Pete                      | EP            | 1996  |
| Adhesive          | Sideburner                      | studioalbum   | 1996  |
| The Fitzgeralds   | Ninja Boy                       | EP            | 1996  |
| Him Kerosene      | Caper                           | EP            | 1996  |
| Adhesive          | On a Pedestal                   | EP            | 1996  |
| Scared            | Oxygen                          | EP            | 1996? |
| Stoned            | Ed's Diner                      | studioalbum   | 1997  |
| Monster           | Girls Just Wanna Have Fun       | singel        | 1997  |
| Cobolt            | Eleven Storey Soul Departure    | studioalbum   | 1997  |
| Adhesive          | Prefab Life                     | EP            | 1997  |
| Stoned            | Shopping Around                 | EP            | 1997  |
| Adhesive          | From Left to Right              | studioalbum   | 1998  |
| Randy             | Out of Nothing Comes Nothing    | singel        | 1998  |
| Starmarket        | A Million Words                 | singel        | 1998  |
| Randy             | You Can't Keep a Good Band Down | studioalbum   | 1998  |
| Cobolt            | Spirit on Parole                | studioalbum   | 1998  |
| Stoned            | Way Back in the Day             | samlingsalbum | 1999  |
| Starmarket        | Four Hours Light                | studioalbum   | 1999  |
| Stoned            | Stoned                          | studioalbum   | 2000  |
| Adhesive          | We Got the Beat                 | studioalbum   | 2000  |
| Stoned            | Helpless                        | singel        | 2000  |